# Juan Fabila Mendoza
Juan Fabila Mendoza (n. 5 iunie 1944, Ciudad de México, Mexic) este un boxer ce a reprezentat Mexic, medaliat olimpic. A participat la o ediție a Jocurilor Olimpice (1964) în care a câștigat o medalie de bronz.

## Participări
Lista de mai jos prezintă principalele competiții la care a participat Juan Fabila Mendoza de-a lungul carierei.
- boxing at the 1964 Summer Olympics – bantamweight[*]